# Estinzione di massa del Cretaceo-Paleogene
L'estinzione di massa del Cretaceo-Paleogene, detta anche estinzione di massa del Cretaceo (o evento K-T), è una drammatica riduzione nel numero delle specie viventi sulla Terra, avvenuta circa 66 milioni di anni fa, ritenuta una delle maggiori estinzioni faunistiche verificatesi durante il Fanerozoico, che portò alla scomparsa di circa l'80% delle specie marine e continentali esistenti. Ad eccezione di alcune specie ectotermiche come le tartarughe marine e alcuni coccodrilli, nessun tetrapode di peso superiore ai 25 kg riuscì a sopravvivere.
L'estinzione segnò la fine del periodo Cretacico e dell'intera era Mesozoica, dando l'avvio all'era del Cenozoico che continua a tutt'oggi.

## Specie estinte

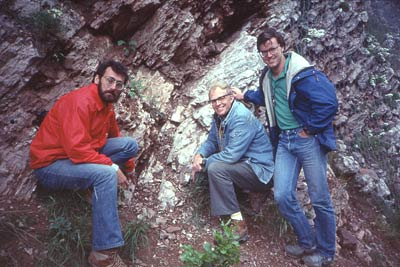
Walter Alvarez, con due studenti, di fronte all'affioramento dello strato ricco in iridio nella Gola del Bottaccione a Gubbio

Questa estinzione portò alla scomparsa di approssimativamente l'80% delle specie animali e vegetali del cretaceo tra le quali la maggior parte dei dinosauri, tranne gli uccelli.
Oltre ai dinosauri non uccelli,  scomparvero gli Pterosauri dai cieli e gli ittiosauri dai mari (in verità già prossimi all'estinzione), i pliosauri e quasi tutti i rettili marini  (come i Mosasauri) tranne i coccodrilli e le tartarughe (di cui però sopravvissero solo le specie più piccole). Si estinsero anche altri gruppi animali come le ammoniti, gli squali hybodonti, le belemniti, gran parte dei foraminiferi planctonici e si verificò una forte riduzione del nanoplancton calcareo. Anche per i mammiferi e tutti i sopravvissuti, il passaggio del limite K-T (abbreviazione per Cretaceo-Terziario) fu particolarmente traumatico. Cladi con una diffusione cosmopolita si ridussero a base continentale, o locale, molte delle specie e dei generi più grandi e specializzati di mammiferi.
Si estinsero integralmente gli Enantiornithes, che raggruppavano ben più di metà delle specie degli "uccelli" (in senso lato) esistenti allora, molto diversificati, e gli Hesperornithes (specializzati nella vita acquatica). In Nord America, nei letti fossili di Hell Creek, per esempio, in corrispondenza del limite K-T metà delle specie di multibercolati e tutte quelle note di marsupiali si estinsero. In Asia i multibercolati arrivarono vicini al tracollo, i Deltatheroidea, grossi mammiferi affini ai marsupiali, tra cui si annoveravano alcuni dei più grandi e specializzati mammiferi del Mesozoico, si estinsero completamente. In ambito continentale le specie che basavano le loro reti trofiche sul materiale in decomposizione subirono un tasso di estinzione relativamente ridotto. Altri fattori di sopravvivenza erano le dimensioni ridotte, la capacità di vivere in ambienti fluviali e le strategie di riproduzione maggiormente tendenti al tipo r (ossia specie che proliferano velocemente, con un gran numero di prole ma nulle cure parentali) rispetto al K (ossia con ridotta prole, ma con lunghe e complesse cure parentali), o comunque con fasi ontogenetiche relativamente rapide.

## Ipotesi sull'estinzione
La causa dell'estinzione di fine Cretacico sarebbe da ricondursi all'impatto di un asteroide nel Golfo del Messico 66 milioni di anni fa e dai conseguenti cambiamenti ambientali di quell'evento, come recentemente dimostrato in maniera quantitativa da studi come quelli di Hull et al. e Chiarenza et al.. Nel passato sono state formulate diverse ipotesi per spiegare questa estinzione di massa.

### Ipotesi dell'asteroide
Nel 1979, il premio Nobel per la fisica Luis Álvarez, suo figlio Walter e Frank Asaro misurarono in alcuni livelli geologici, risalenti al limite K-T, alcuni campioni di roccia vicino a Gubbio, Italia, più precisamente presso la gola del Bottaccione, la presenza di una concentrazione insolita di iridio, elemento chimico piuttosto raro sulla Terra ma comune nelle meteoriti. Essi avanzarono, pertanto, l'ipotesi che l'estinzione di massa fosse stata provocata dall'urto con un asteroide.

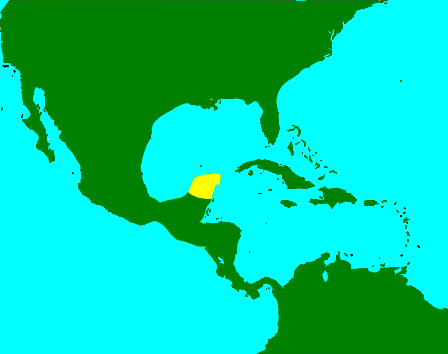
Messico: la penisola dello Yucatán (in giallo)

Soltanto all'inizio degli anni novanta, venne scoperta un'enorme struttura circolare sotterranea, il cratere di Chicxulub, situata nella penisola dello Yucatán, vicino alla cittadina di Chicxulub Puerto, presso Mérida, Messico. Lo studio di questo cratere ha portato alla conclusione che l'asteroide che avrebbe colpito la Terra alla velocità stimata di 30 km/s, avrebbe avuto un diametro di almeno 17 km e avrebbe liberato un'energia pari a 10.000 volte quella generabile da tutto l'arsenale nucleare ai tempi della guerra fredda.

Secondo la rivista Le Scienze, Paul Renne nel 2008 e altri ricercatori dell'Università della California a Berkeley e del Berkeley Geochronology Center, grazie a una nuova e sofisticata tecnica di datazione argo-argo sono riusciti a ridurre l'incertezza nella misurazione dal 2,5 al 0,25 %. Questo ha permesso di fornire la più precisa datazione assoluta anche per l'estinzione del Cretaceo, ora stimata in 65,95 milioni di anni fa, con un margine d'errore di soli 40.000 anni.
Un'altra possibile struttura candidata ad essere la testimonianza dell'impatto di un corpo celeste con la Terra, provocando l'estinzione di fine cretaceo, è il cratere di Shiva, localizzato sul fondo dell'Oceano Indiano, a ovest di Mumbai. Il cratere, del diametro di circa 500 km, sarebbe stato prodotto da un asteroide avente un diametro di circa 40 km.
Analisi geochimiche, svolte in una sequenza argillosa paleogenica, campionata a Kulstirenden, Danimarca, depostasi immediatamente al di sopra del limite K-T, hanno misurato la concentrazione di paleo-molecole organiche (sterani algali, hopani batterici, isotopi di carbonio e azoto) indicando che la produttività biologica marina riprese in breve tempo dopo l'evento catastrofico, e la produttività algale primaria, con la fissazione dell'anidride carbonica (CO2), ritornò ad alti livelli probabilmente in meno di un secolo.
A partire dal 2013, un gruppo di ricerca dell'Università di Berkeley guidato dal paleontologo Robert De Palma ha effettuato delle analisi relativamente alla formazione delle colline attorno al torrente di Hell Creek, North Dakota, portando alla scoperta di un sito di inestimabile valore in cui, secondo gli studiosi, si può capire quanto è avvenuto appena dopo l'impatto. Infatti, vi sono ammassati fossili di animali e microrganismi marini, ammoniti, un mosasauro, parecchi insetti, parte di un triceratopo nonché alberi bruciati e conifere. Le colline attorno a Hell Creek si trovavano all'epoca sul limitare del Mare Interno Occidentale, che in quel periodo si stava già "chiudendo". A dimostrazione di quanto fu teorizzato da Luis Álvarez, l'intero sito è disseminato di tectiti, che furono eiettate dall'impatto. Il gruppo di ricerca statunitense sostiene che il sito testimonia un maremoto provocato dalle onde sismiche a seguito dell'impatto, che avvenne a migliaia di chilometri di distanza. La massiccia presenza di tectite conferma la pioggia di lapilli infuocati che era stata supposta da Álvarez.
Una ricerca internazionale coordinata dall'università del Texas ha rivelato come nel cratere i primi micro-organismi ricomparvero ad appena tre anni dall'impatto dell'asteroide, mentre nelle immediate circostanze la ricreazione di un ecosistema complesso richiese un tempo relativamente breve, circa 30.000 anni. La forza della collisione, pari a quella generata da circa 5 miliardi di bombe atomiche di Hiroshima, compresse le rocce sino a una profondità di circa 20 chilometri: liquefatte a causa della pressione, furono scagliate in aria sino ad un'altezza di 10 chilometri. Una volta ricadute ai bordi del cratere, crearono uno strato di roccia porosa e soffice, ideale per il proliferare della vita. Lo studio, partito grazie all'analisi del campione di rocce prelevato sul fondale dal cratere dalla "Expedition 364", ha evidenziato inoltre come nella zona dell'impatto la vita abbia riguadagnato terreno in maniera disomogenea: negli angoli più lontani del cratere, l'ecosistema sembra infatti essersi ripreso completamente dopo 300.000 anni. Peraltro, questa non sarebbe la prima estinzione di massa imputabile alla caduta di un bolide celeste. Secondo alcuni studiosi nel Devoniano, circa 375 - 382 milioni d'anni or sono, 310 milioni d'anni prima dell'evento dello Yucatán, un asteroide caduto nell'attuale Nevada avrebbe provocato una vasta estinzione di massa (Estinzione del Frasniano-Famenniano).
Come corollario all'ipotesi dell'asteroide sono stati effettuati degli studi su dei pesci fossili tramite il super-microscopio della struttura europea per la luce di sincrotrone Esrf (European Synchrotron Radiation Facility) che hanno portato alla scoperta che la catastrofe è avvenuta quando nell'emisfero boreale era primavera.

### Eruzioni vulcaniche

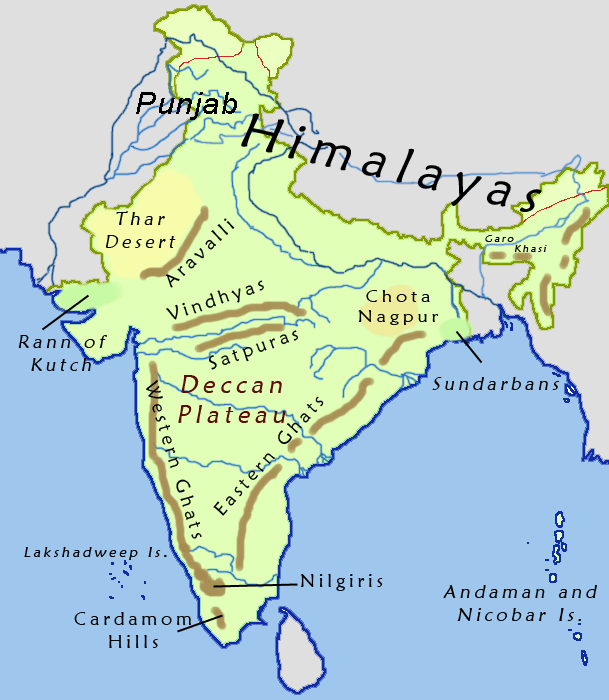
India: la regione del Deccan

I ricercatori Gerta Keller, Thierry Adatte, Wolfgang Stinnesbeck, Mario Rebolledo-Vieyra, Jaime Urrutia Fucugauchi, Utz Kramar e Doris Stüben, ritengono che l'impatto dell'asteroide sarebbe avvenuto almeno 300.000 anni prima dell'estinzione dei dinosauri. Secondo loro la fine dei grandi rettili fu causata, invece, da una serie incredibilmente violenta di eruzioni vulcaniche avvenute nel Deccan, una regione dell'India. Queste enormi eruzioni avrebbero provocato quegli sconvolgimenti climatici che determinarono l'estinzione di massa. L'enorme quantità di gas, e altre sostanze emesse dai vulcani, avrebbero provocato, quasi sicuramente, gli effetti che oggi i paleontologi possono osservare nelle rocce sedimentarie risalenti a circa 65 milioni di anni fa. La circostanza che frequentemente si siano ritrovati agglomerati di scheletri di dinosauri intorno a terreni a quei tempi lacustri fa comunque pensare che la causa più probabile della loro estinzione sia stata una grande e prolungata siccità, magari appunto provocata da altri fenomeni inconsueti.